# Hal Foster (critico d'arte)
Hal Foster (Seattle, 13 agosto 1955) è un critico d'arte statunitense.
Insegna arte alla Princeton University dove dirige il dipartimento di Arte e Archeologia. è stato uno dei fondatori della casa editrice Bay Press a Seattle.
Collabora con le riviste October, New Left Review e London Review of Books. Tra i suoi libri sono Design & Crime (tradotto in italiano da postmediabooks insieme a Il ritorno del reale 2006 e a L'antiestetica 2014), Prosthetic Gods e Art since 1900 (L'Arte dal 900, Zanichelli 2007), una particolare storia dell'arte del Novecento scritta in collaborazione con Rosalind Krauss, Yve-Alain Bois e Benjamin Buchloh.
È del 2020 la prima edizione di Brutal aesthetics dove tra l'altro, rifacendosi alla nozione di positivo barbarismo di Walter Benjamin, viene rifiutata nell'arte la tradizionale nobile immagine dell'uomo dopo le distruzioni dei corpi dovuti alla Prima e alla Seconda guerra mondiale e ai regimi barbarici cui dettero luogo. Vengono individuati cinque autori che vanno oltre il concetto di Arte figurativa e Arte astratta per l'immagine di un uomo nuovo che riparta dal costruttivismo.

## Opere
- Brutal aesthetics. Dubuffet, Bataille, Jorn, Paolozzi, Oldenburg, Princeton University Press, Princeton, 2020.